# مالكوم بيرد
مالكوم بيرد (بالإنجليزية: Malcolm Beard)‏ (3 مايو 1942 في المملكة المتحدة - ) هو لاعب كرة قدم بريطاني في مركز نصف الجناح. لعب مع أستون فيلا وبرمنغهام سيتي ونادي أثرستون تاون.

## وصلات خارجية
- مالكوم بيرد على موقع قاعدة بيانات كرة القدم.إي يو (الإنجليزية)